# واق أسود
واق أسود (الاسم العلمي: Ixobrychus flavicollis) هو نوع من فصيلة بلشونيات.

## معرض صور

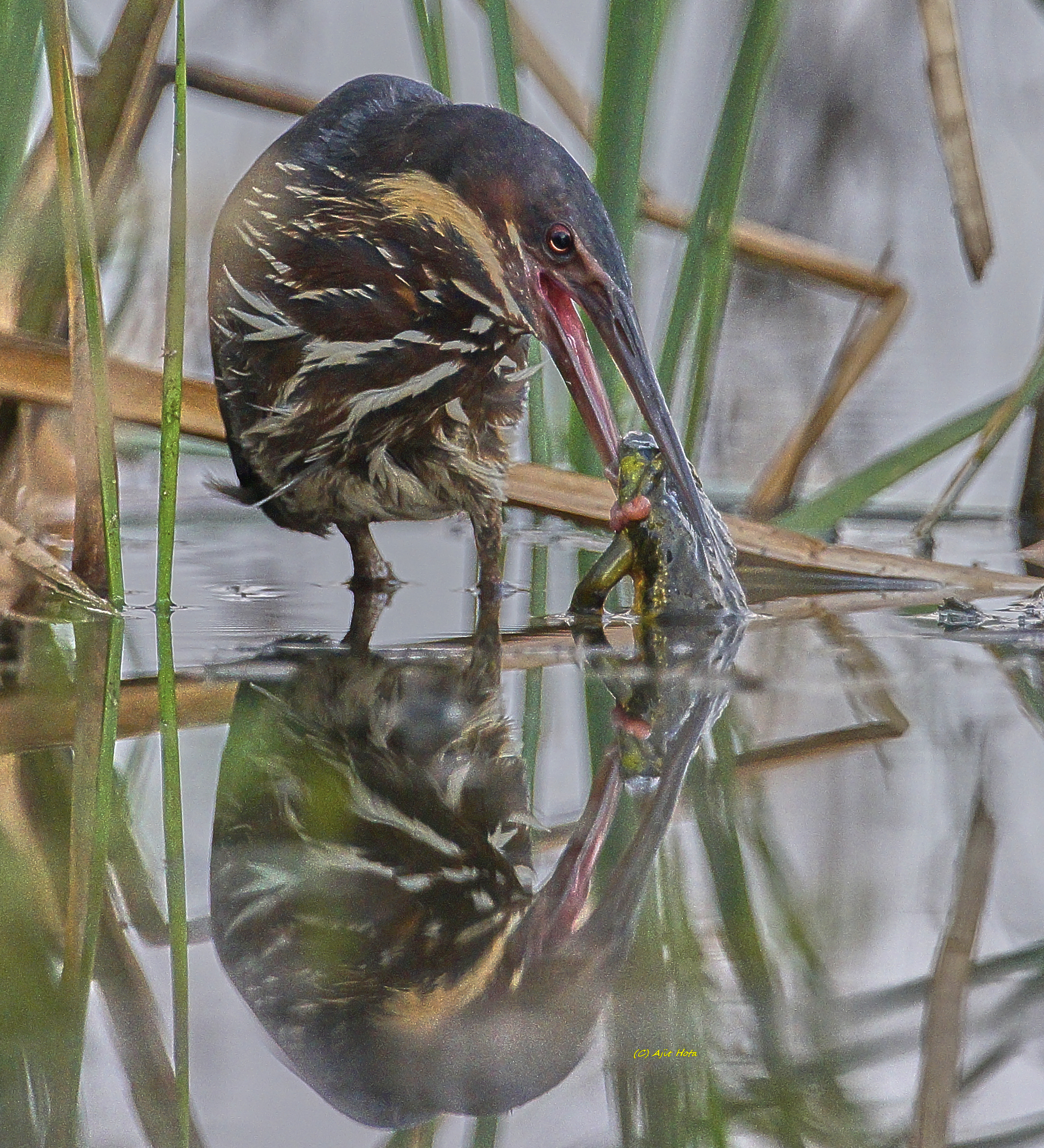
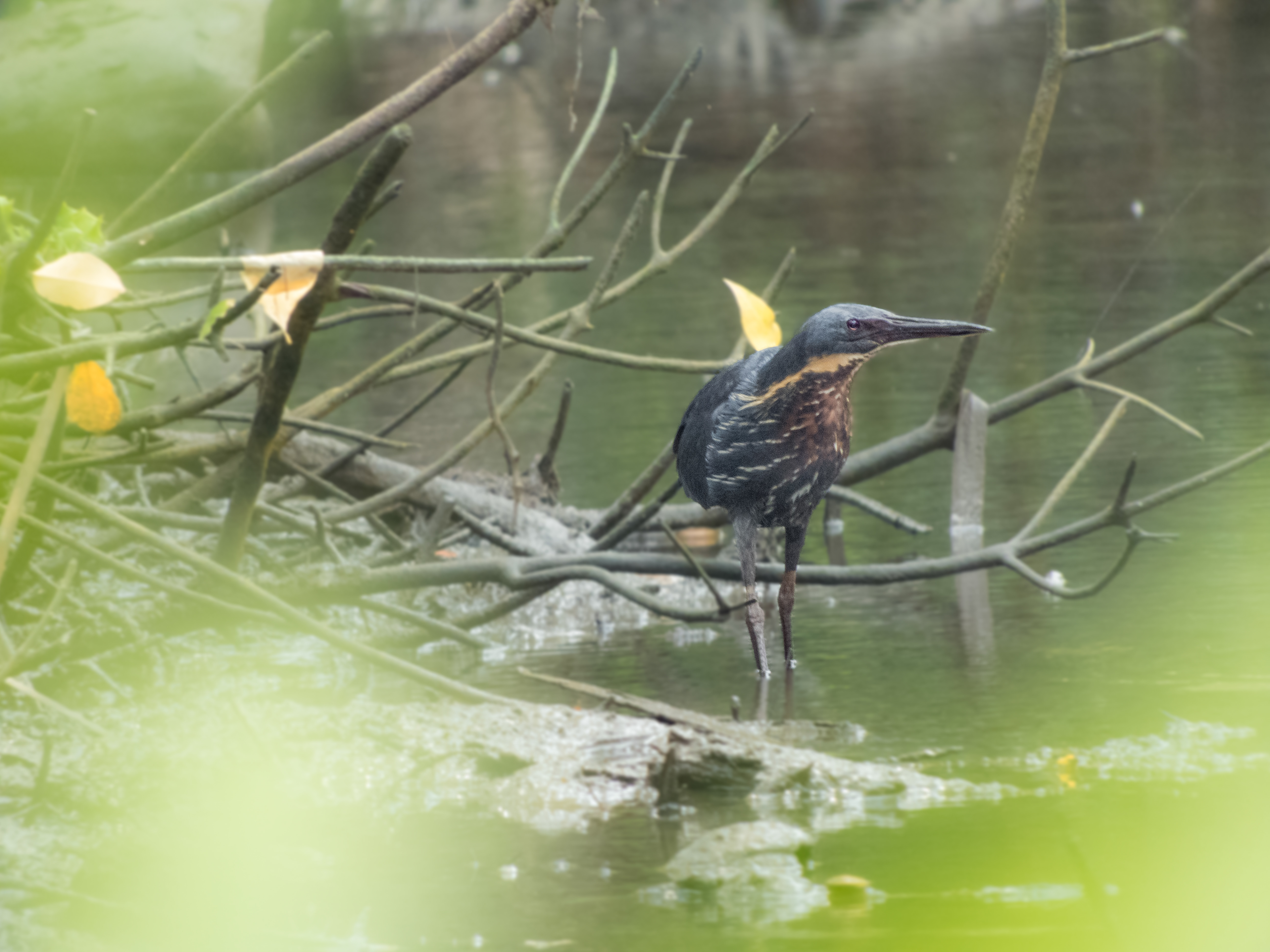
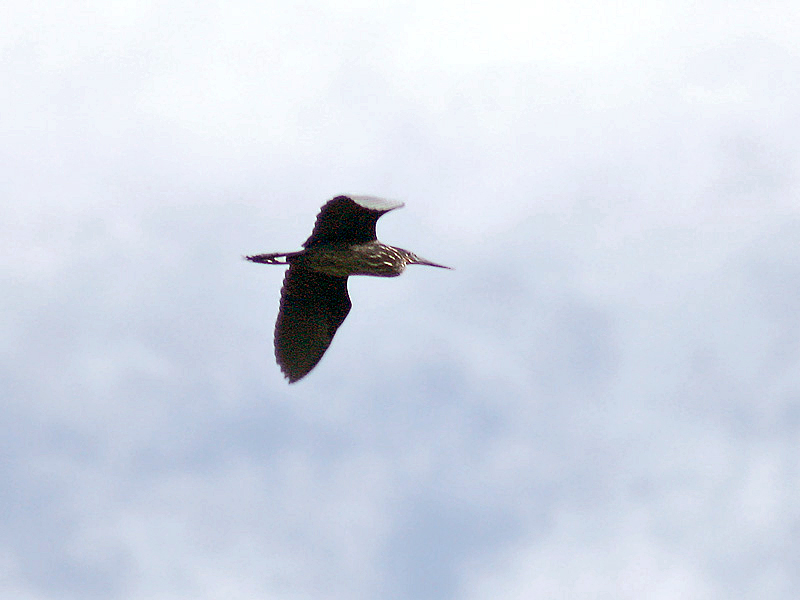
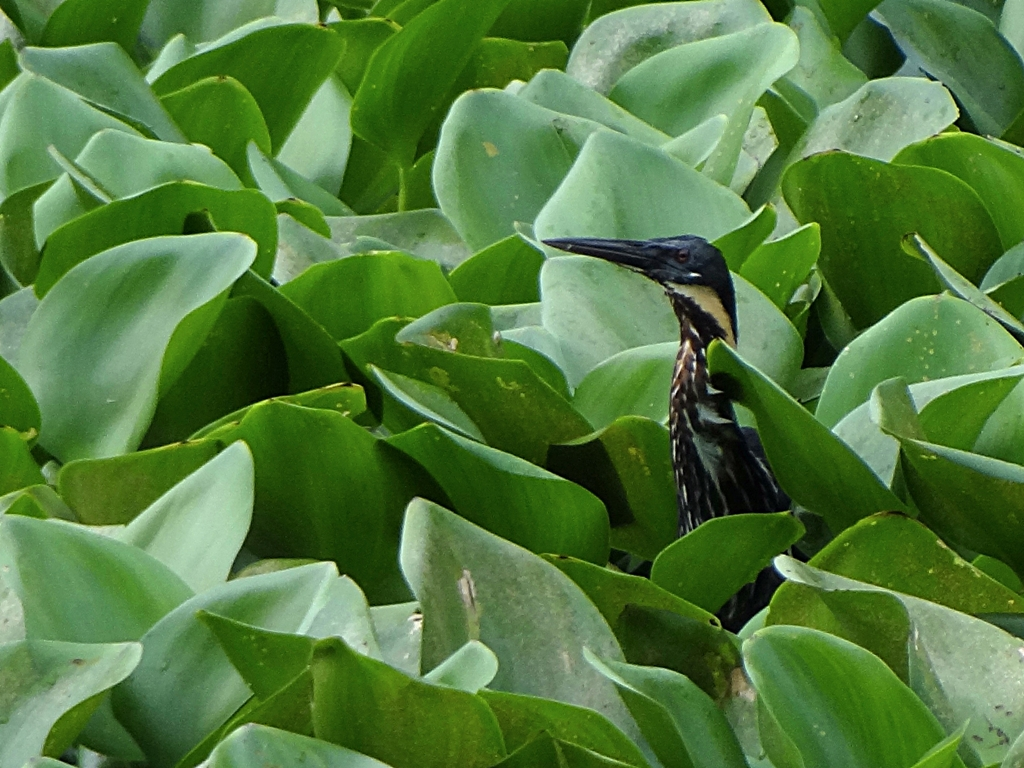
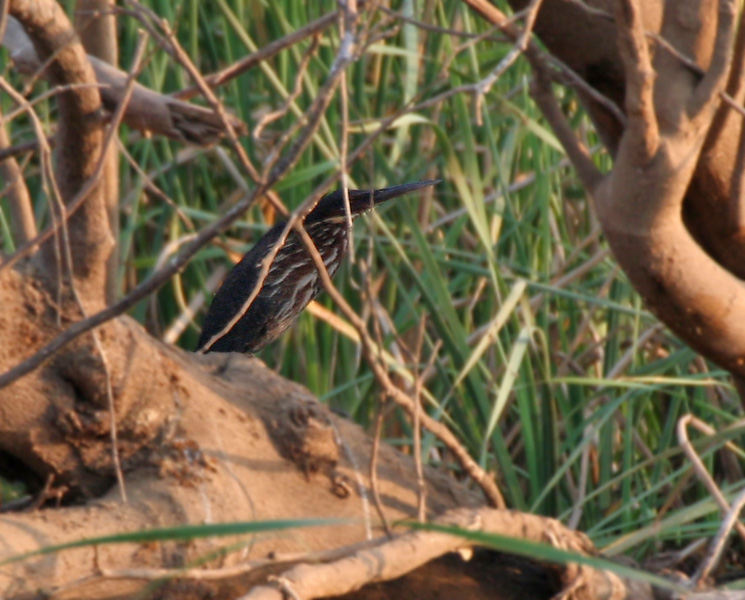
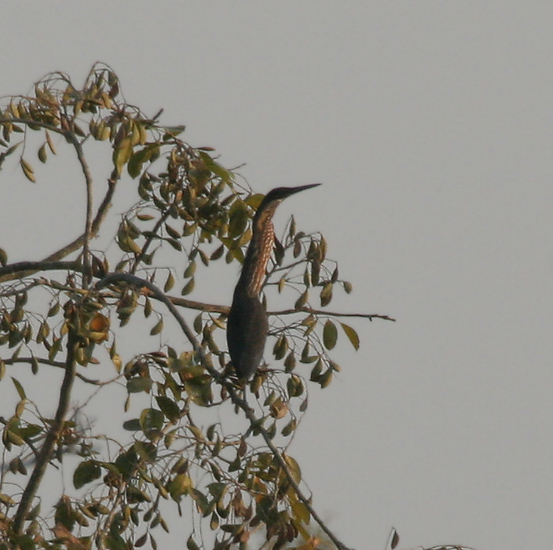